# Creu Alta (creu de terme)
La creu de terme de la Creu Alta és un monument situat al barri de la Creu Alta de Sabadell, al qual dona nom. Concretament és a la plaça de la Creu Alta, on també hi ha una font.

## Història
La plaça de la Creu Alta està presidida per una creu de terme, la qual ha donat nom al barri. La seva història es remunta a principis del segle xvii, quan apareix citada en un document notarial. Va ser col·locada en aquest lloc, abans que hi hagués cap poblat, perquè era un punt estratègic i el més transitat de la parròquia de Jonqueres, que pertanyia a l'Ajuntament de Sant Pere de Terrassa. Aquí era on es trobaven el camí ral de Terrassa a Barcelona i el de Castellar del Vallès. Aquests camins són avui l'avinguda de l'Onze de Setembre i el carrer Major.
Era una "creu alta", la més alta del rodal. Terrassa era una vila dividida en dos termes (el de la vila i el forà) i 7 parròquies, de les quals Sant Vicenç de Jonqueres n'era una. Cap al 1772, es van començar a construir cases al voltant de la creu alta, i va ser aquesta, precisament, la que va donar nom a la petita població. Els primers carrers van ser el carrer Major i el carrer de Castellar. L'any 1904, la Creu Alta deixava de pertànyer a l'Ajuntament de Sant Pere de Terrassa per a passar al de Sabadell com un barri més.
L'any 1933, amb la República, la creu va ser destruïda: primer van treure la imatge del Crist, després van tirar la creu a terra i es va trencar. Uns veïns la van portar al Museu per reparar-la. La plaça va estar 6 anys sense creu, fins que els veïns n'hi van posar una de nova, que es va construir amb la mateixa forma i dimensions que l'anterior.
L'any 1954, la plaça es va urbanitzar i s'hi va col·locar una nova creu de 5,5 metres d'alçada. Era de base de pedra calcària i un pilar de pedra de llosa sorrenca en dos tons (roig i rosa) i a dalt una creu de ferro amb un Sant Crist. Durant els anys 80 del segle xx, la plaça va ser remodelada i s'hi va tornar a col·locar l'antiga, però ara més "baixa" que mai.